# مات كولز
مات كولز (26 مايو 1990 في المملكة المتحدة - ) (بالإنجليزية: Matt Coles)‏ هو لاعب كريكت بريطاني. لعب مع نادي مقاطعة ساسكس للكريكت ‏ ونادي مقاطعة هامبشاير للكريكت ‏ وKent County Cricket Club ‏ وDhaka Capitals ‏.

## وصلات خارجية
- مات كولز على موقع إي آس بي آن كريك إنفو (الإنجليزية)